# Цукубо

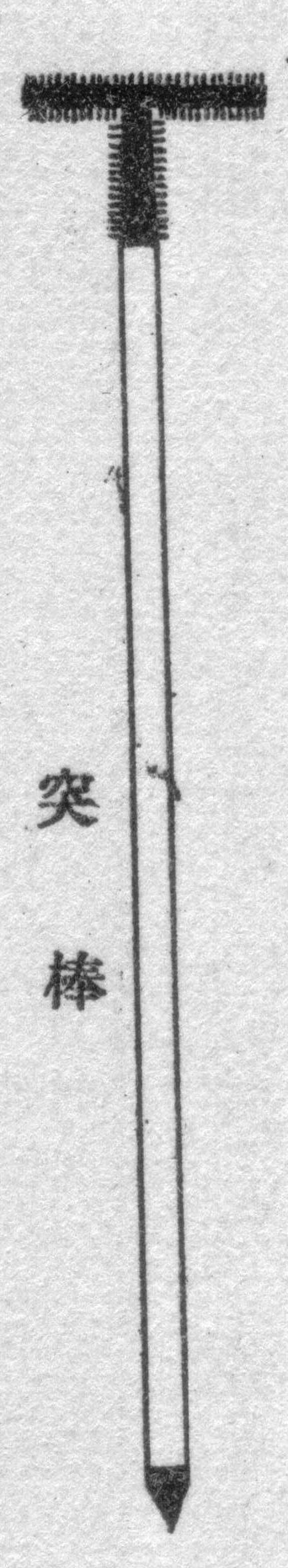

Цукубо (яп. 突棒) — держакова зброя, яку використовували самураї та їхні слуги у феодальній Японії.

## Історія та опис

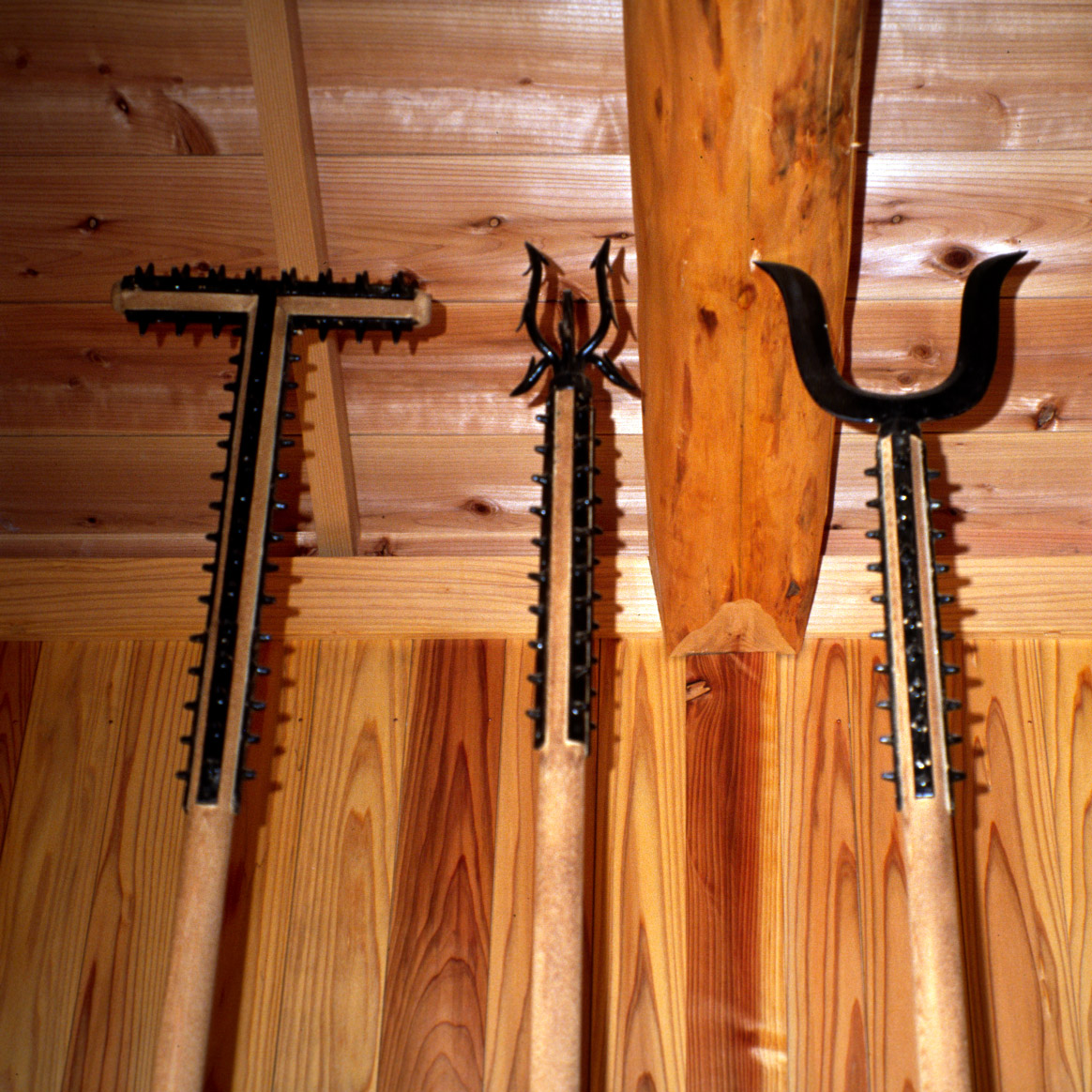
Зброя, яка використовувалася для захоплення підозрюваних злочинців: ліворуч цукубо, посередині содегарамі та праворуч сасумата

В Японії періоду Едо самураї відповідали за поліцейські операції, різні рівні самурайської поліції за допомогою несамурайських простолюдинів використовували багато видів несмертельної зброї для того, щоб захопити підозрюваних у злочинах для суду. Історично цукубо використовувався як тип менкетчера, зазвичай близько 2 м (6 футів 7 дюймів) завдовжки, з Т-подібним наконечником.
На голові цукубо були різні металеві шипи та колючки. Палиця була з твердої деревини з гострими металевими шипами або колючками, прикріпленими до металевих смуг на одному кінці, щоб не дати людині, яку схопили, схопити палицю. Протилежний кінець палиці мав металевий ковпачок, або ішизукі, подібний до тих, що зустрічаються на нагінаті та іншій палиці-зброї. Цукубо був одним з компонентів торімоно сандоґу (три знаряддя для арешту), разом з содеґарамі (рукавним зашморгом) та сасумата (вилкою для списа), що використовувалися самурайською поліцією для захоплення підозрюваних у злочинах неушкодженими. Цукубо можна було використовувати для того, щоб штовхнути, потягнути або підставити підніжку підозрюваному.
За словами Дона Каннінгема, цукубо, можливо, виникло з типу японських граблів, які використовували фермери. Спочатку виготовлені лише з дерева, зубці згодом покривали або робили з металу, щоб вони служили довше. Цілком ймовірно, що фермери використовували їх як імпровізовану зброю в разі потреби. Дон Каннінгем також стверджує, що цукубо також називали теппа, хакан, геттецукен, сабурі та хоко.